# 旺德雷
旺德雷（法語：Vandré，法語發音：[vɑ̃dʁe]）是法国滨海夏朗德省的一个旧市镇，位于该省北部，属于罗什福尔区。2018年，旺德雷与临近的2个市镇合并为新市镇拉德维斯，旺德雷为政府驻地。

## 地理
旺德雷（46°3'20"N, 0°45'55"W）面积14.57 平方千米，位于法国新阿基坦大区滨海夏朗德省，该省份为法国西部滨海省份，北起旺代省，西临大西洋，南至吉倫特省，东南接多爾多涅省，东北接德塞夫勒省接壤，东临夏朗德省。
与旺德雷接壤的市镇（或旧市镇、城区）包括：布勒伊拉雷奥尔特、谢尔韦特、热努耶、圣日耳曼-德马朗塞讷、圣洛朗-德拉巴里耶尔、叙热尔。

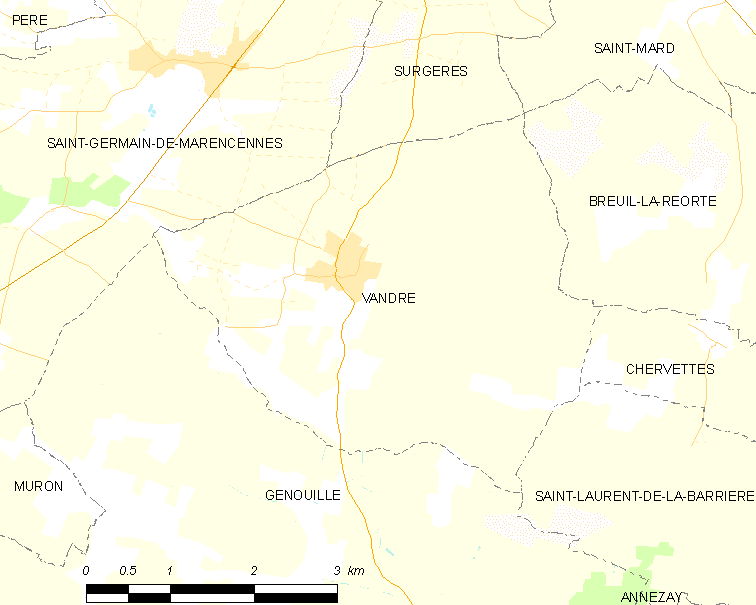
旺德雷的OSM定位图

旺德雷的时区为UTC+01:00、UTC+02:00（夏令时）。

## 行政
旺德雷的邮政编码为17700，INSEE市镇编码为17457。

## 政治
旺德雷所属的省级选区为叙热尔县。

## 人口

1962-2008年间旺德雷人口变化图示

旺德雷于2018年1月1日时的人口数量为869人。